# 니와 가즈야
니와 가즈야(일본어: 丹羽 一陽, 1998년 6월 25일~)는 일본의 축구 선수이다.

## 구단 경력
그는 2021년 J3리그의 반라우레 하치노헤에 입단했다. 2023년까지 72경기에 출전. 2024년 일본 풋볼 리그의 도치기 시티 FC로 이적했다.